# Ландеан
Ландеа́н (фр. Landéhen, брет. Landehen) — коммуна во Франции, находится в регионе Бретань. Департамент — Кот-д’Армор. Входит в состав кантона Ламбаль. Округ коммуны — Сен-Бриё.
Код INSEE коммуны — 22098.

## География
Коммуна расположена приблизительно в 370 км к западу от Парижа, в 75 км северо-западнее Ренна, в 20 км к юго-востоку от Сен-Бриё.
Вдоль юго-восточной границы коммуны протекает река Гуэссан.

## Население
Население коммуны на 2016 год составляло 1 412 человек.
| 1962 | 1968 | 1975 | 1982 | 1990 | 1999 | 2008 | 2016 |
| ---- | ---- | ---- | ---- | ---- | ---- | ---- | ---- |
| 715  | 742  | 750  | 844  | 941  | 986  | 1284 | 1412 |

## Администрация
| Период | Период | Фамилия     | Партия                  | Примечания |
| ------ | ------ | ----------- | ----------------------- | ---------- |
| 1977   | 1989   | Рене Фалез  |                         |            |
| 1989   |        | Жан-Ив Рено | Социалистическая партия | юрист      |

## Экономика
В 2007 году среди 807 человек в трудоспособном возрасте (15—64 лет) 638 были экономически активными, 169 — неактивными (показатель активности — 79,1 %, в 1999 году было 73,4 %). Из 638 активных работали 610 человек (318 мужчин и 292 женщины), безработных было 28 (9 мужчин и 19 женщин). Среди 169 неактивных 64 человека были учениками или студентами, 66 — пенсионерами, 39 были неактивными по другим причинам.